# Shadow King (band)
Shadow King was een aan de AOR gelieerde Amerikaanse hardrockband.

## Bezetting
- Lou Gramm (zang)
- Vivian Campbell (gitaar)
- Kevin Valentine[2] (drums)
- Bruce Turgon[3] (basgitaar)

## Geschiedenis
Vivian Campbell, die als gitarist van de band Dio van 1984 tot 1986 wereldwijde bekendheid had gekregen en in 1987/1988 met Whitesnake de tournee voor het album 1987 had afgewerkt, had zich in 1989 voorgesteld voor het debuutalbum van The Riverdogs. Begin 1991 had hij echter de band weer verlaten. De ontbrekende personele samenhang wegens de wissel van drummer, producent en de veranderingen op het hoogste besluitvormingsniveau bij het label en de daarmee gepaarde onrust herinnerden hem te erg aan de onzekerheid, die ook al had overheerst bij Whitesnake.
Lou Gramm was als zanger van de band Foreigner ook wereldwijd bekend en had reeds de twee soloalbums Ready or Not en Long Hard Look opgenomen, die in de Verenigde Staten beide de top 100 van de albumhitlijst haalden. Na Long Hard Look had Gramm het hoofdstuk Foreigner in zijn levensverhaal afgesloten.
Shadow King werd gecompleteerd met Bruce Turgon, die met Gramm al voor diens verbintenis bij Foreigner had gespeeld bij de band Black Sheep, en de bekende sessiemuzikant Kevin Valentine.
De band nam hun debuutalbum Shadow King op voor Atlantic Records onder leiding van de producent Keith Olsen in de Goodnight LA Studios. Het album werd uitgebracht op 1 oktober 1991.
Ondanks plannen voor een tournee, kwam het slechts tot een enkel optreden, dat plaatsvond op 13 december 1991 in het Astoria Theatre in Londen, waarbij de band werd ondersteund door de toetsenist Rick Seratte. Campbell had het aanbod gekregen, om toe te treden bij Def Leppard als vervanger van de overleden Steve Clark, hetgeen hij accepteerde.
Campbell, Gramm en Turgon namen zonder Valentine nog het nummer One Dream op voor de soundtrack van de film Highlander II: The Quickening, maar werden in de albumnotities echter genoemd als Lou Gramm Band.

## Discografie

### Singles
- 1991: I Want You

### Albums
- 1991: Shadow King